# 里見義実
里見 義実（さとみ よしざね）は、室町時代の武将。

## 義実の出自について
通説では、里見家兼の孫で里見家基の子とされて、安房国の安房里見氏の初代となったとされる人物であるが、近年では架空人物説、美濃里見氏庶流出身説などがある。子は里見成義・中里実次がいるとされているが、近年では成義の存在は否定されて従来の系譜上成義の子とされてきた里見義通・里見実堯兄弟が義実の実子であると考えられている。しかし、生物学的な年代分析から見ての蓋然性から、むしろ里見成義の存在を架空とすること自体が里見氏の系譜関係を著しく不自然にする事情などから、この成義の実在を支持する説もある。
上野国新田氏の一族であった里見氏は南朝方に従っていたものの、宗家没落後に一族の中に北朝側に参加する者が現れた。やがて、室町幕府に従って美濃国に所領を得た里見義宗が観応の擾乱で足利直義側につくと直義が南朝と結んだ事もあり、里見一族は直義方として参加する。だが、直義は敗北して美濃里見氏は所領を失って没落した。
その後、里見惣領家の里見家兼が鎌倉公方足利満兼に召しだされて常陸国に所領を得たという。ところが、永享の乱で家兼が自害し、続いて結城合戦で家兼の子の家基がその子の家氏とともに討たれて、家基のもうひとりの子とされる義実は安房に落ち延びたとされている。
だが、近年において、義実を旧来の伝承による上野里見氏嫡流ではなく、美濃里見氏・義宗の末裔であったとする説が出されている。同時に義実は源姓里見氏とは無関係の人物で、義実脱出の伝承については虚構の疑いが持たれている説もある。

## 義実の安房入国伝説
義実が鎌倉公方（後の古河公方）・足利成氏に従っていたとされているが、その安房入国の経緯については様々な説がある。
1. 結城合戦後の文安年間に少数の家臣に守られて安房国入国して安西氏を頼り、その後神余氏を下克上した山下定兼を討伐して人望を集めて丸氏・東条常政を屈服させ、やがて驕慢になった安西氏を追放して安房を平定した。その後、足利成氏に招かれて仕えた（旧来の通説）。
2. 足利成氏に仕官後、安房国の鎌倉府領の代官をしていたが、享徳の乱で成氏と上杉氏が対立すると、義実が同国の守護であった上杉氏とこれに従う国人の所領及び彼らの管理下にあった国衙領を接収した。
3. 享徳の乱で、舅とされる武田信長とともに房総半島の上杉側国人を討伐する過程で安房国に割拠した。

そのいずれが正しいかは不明であるが、安房里見氏が享徳の乱の際の関東管領上杉憲忠の殺害に関与した事、朝夷郡（朝平郡）の白浜（現在の南房総市）を根拠として国内の反対派を抑えて安房国内の中心部であった稲村に進出したと見るのが今日の通説である。
また、義実を架空の人物として義実の孫（あるいは子か）である義通の代に里見氏が安房を平定したとする説もあるが、関東地方の室町体制を根底から覆した享徳の乱に乗じて、里見氏が従来強固な支配体制を築いていた守護上杉氏の支配から切り離された安房国に進出あるいは平定が行われたと考えるのが現実的な見方であり、義実が安房に入国して後継者である義通との2代がかりで安房一国を支配したと考える方が妥当であると考えられている。
数少ない実在を想定させる史料とされているものに、『関東禅林詩文等抄録』に所収されている季弘大叔の「奉寄 房州太守源湯川公」（長享元年（1487年）正月27日付）があり、同文章に登場する「房州太守源湯川公」が、時期的に里見義実に相当する可能性が高いとされている。
義実の安房入国伝説を基にして、江戸時代に曲亭馬琴（滝沢馬琴）によって書かれたのが、『南総里見八犬伝』である。